# Anaïs Nyl
Anaïs Nyl est une comédienne, chanteuse, animatrice française. 

## Biographie
En 2007, Anaïs Nyl tourne dans le film Demandez la permission aux enfants réalisé par Éric Civanyan. En 2008 et 2009, elle coprésente sur Direct 8 Voyage au bout de la nuit, une émission littéraire mettant en scène de jeunes comédiens lisant en direct des classiques de la littérature française.
En 2009, elle part en tournée avec Vincent Lagaf' et la troupe de Pourquoi moi ?!, une pièce d'Olivier Lejeune dans laquelle elle tient le rôle de Natacha Poutine, une call-girl russe. En 2011 et 2012, elle joue dans la pièce Le Clan des divorcées d'Alil Vardar, puis dans Mon colocataire est une garce, pièce de Fabrice Blind.
En 2011, elle sort un single sous le nom de « Anaïs l'Héritière », qui s'intitule Big Bang pour Paris, dans lequel elle se moque de la jeunesse dorée. 
En 2011, elle est chroniqueuse sur Direct 8 dans l'émission Tous les goûts sont dans la culture aux côtés d'Olivia de Buhren.
En 2012, elle joue au théâtre de la Renaissance à Paris dans la comédie de Gérard Rinaldi Chambres d'hôtes  ou la vie déjantée des Rognoles, mise en scène par Éric Civanyan. 
En 2014, elle incarne le personnage de Sophie Aubert, la petite amie de Nathan (interprété par Thibaud Vaneck) pendant 20 épisodes, dans le feuilleton TV Plus belle la vie.
En 2016, sur TF1 dans Petits secrets en famille, elle est Lou l’héroïne de la famille Saint Azur.

## Carrière

### Chanteuse
- Big Bang pour Paris, single, 2011.

### Actrice de théâtre et spectacles musicaux
- 2005 : La Petite Fille aux allumettes, spectacle musical
- 2006-2007 : Shoubidoo, spectacle musical de Katy Amaïzo
- 2008 : La Belle et la Brute Paris et Festival Avignon
- 2009 : Pourquoi moi ?! d'Olivier Lejeune avec Vincent Lagaf
- 2010 : Une parisienne à Broadway, spectacle musical
- 2011 : Mon colocataire est une garce, comédie de F. Blind
- 2011 - 2012 : Le Clan des divorcées, comédie d'Alil Vardar
- 2012 : Chambres d'hôtes - Theâtre de la Renaissance- comédie de Gérard Rinaldi mise en scène Éric Civanyan.
- 2014 : Le Clan des divorcées, comédie d'Alil Vardar
- 2014 : Alibi-Libido, comédie de Katy Amaïzo - Théâtre Le Temple à Paris
- 2015: Familles (re)composées comédie d'Alil Vardar - Paris: au Théâtre Le Palace & à La Grande Comédie

### Actrice de cinéma et télévision
- 2003 : Avocats et Associés (FR3) Justice (TF1)
- 2004 : Les Monos (FR2)
- 2007 : Demandez la permission aux enfants d'Éric Civanyan - (Cinéma)- La baby-sitter
- 2014 : Plus belle la vie (FR3)  - 20 épisodes- rôle de Sophie Aubert, la petite amie de Nathan
- 2016: Petits secrets en Famille (TF1)- Lou,  rôle principal
- 2016 : Les mystères de l'amour (TMC) - Rôle inconnue

### Animatrice de télévision
- 2007 : Morning café - M6
- 2008 : C'est pas trop tôt - M6
- 2009 - 2012 : Voyage au bout de la nuit - Direct 8
- 2010 : sélectionnée à la Morandini Academy - Direct 8
- 2011 - 2012 : chroniqueuse et animatrice dans l'émission Tous les goûts sont dans la culture - Direct 8